# Івницька сільська рада
Івницька сільська рада — колишня адміністративно-територіальна одиниця та орган місцевого самоврядування у Іванківському (Левківському), Попільнянському і Андрушівському районах Волинської округи, Київської й Житомирської областей Української РСР та України з адміністративним центром у с. Івниця.

## Населені пункти
Сільській раді підпорядковані населені пункти:
- с. Івниця
- с. Борок

## Населення
Кількість населення ради, станом на 1923 рік, становила 2 888 осіб, кількість дворів — 647 (лише Івниця).
Відповідно до результатів перепису населення СРСР, кількість населення ради, станом на 12 січня 1989 року, становила 1 719 осіб.
Станом на 5 грудня 2001 року, відповідно до перепису населення України, кількість мешканців сільської ради становила 3 572 особи.

## Склад ради
Рада складається з 16 депутатів та голови.

## Керівний склад сільської ради
| ПІБ                      | Основні відомості                                                                                  | Дата обрання | Дата звільнення |
| ------------------------ | -------------------------------------------------------------------------------------------------- | ------------ | --------------- |
| Кузьменко Петро Павлович | Сільський голова , 1964 року народження, освіта, член народної партії                              | 26.03.2006   | 31.10.2010      |
| Кузьменко Петро Павлович | Сільський голова , 1964 року народження, освіта середня загальна, член Української Народної Партії | 31.10.2010   |                 |

Примітка: таблиця складена за даними джерела

## Історія
Створена 1923 року в складі містечка Івниця та колонії Борок Котелянської волості Житомирського повіту Волинської губернії. Станом на 1929 рік на обліку числиться виселок Червоне Городище, котрий, на 1 жовтня 1941 року, не перебуває на обліку населених пунктів.
Станом на 1 вересня 1946 року сільська рада входила до складу Андрушівського району Житомирської області, на обліку в раді перебувало с. Івниця. Поселення Борок у довіднику 1946 року не значиться; офіційно взяте на облік 16 вересня 1960 року, відповідно до рішення Житомирського облвиконкому № 960 «Про уточнення обліку населених пунктів області».
На 1 січня 1972 року сільська рада входила до складу Андрушівського району Житомирської області, на обліку в раді перебували села Борок та Івниця.
27 грудня 1996 року, відповідно до рішення Житомирської обласної ради «Про підпорядкування Івницькій сільській раді Андрушівського району селища Новоівницьке», до складу ради включено сел. Новоівницьке. 29 липня 2004 року, відповідно до рішення Житомирської обласної ради «Про адміністративно-територіальні зміни», в сел. Новоівницьке передане до складу новоствореної Новоівницької сільської ради Андрушівського району.
Виключена з облікових даних 17 липня 2020 року. Територію та населені пункти, відповідно до розпорядження Кабінету Міністрів України № 711-р від 12 червня 2020 року «Про визначення адміністративних центрів та затвердження територій територіальних громад Житомирської області», включено до складу Волицької сільської територіальної громади Житомирського району Житомирської області.
Входила до складу Андрушівського (7.03.1923 р., 15.09.1930 р., 4.01.1965 р.), Іванківського (Левківського, 27.06.1925 р.) та Попільнянського (30.12.1962 р.) районів.